# Attalea allenii
El taparín o táparo (Attalea allenii) es una palmera acaule que crece en regiones húmedas de Panamá y el occidente de Colombia por debajo de 200 ms.n.m.

## Descripción
Presenta 8 a 15 hojas erguidas, con pecíolo de 0,8 a 2,7 m, raquis de 3,3 a 5,5 m de longitud y 85 a 150 pinas de cada lado. Inflorescencia estaminada en bráctea peduncular de 35 cm de largo, con 50 raquilas, cada una con 6 a 8 flores; inflorescencia pistilada simple con pedúnculo de 34 cm y raquis de 10 cm de largo, flores sésiles.
Frutos ovoidea o elipsoides de 5 cm de ancho por 8 cm de ancho, con exocarpio amarillento. Las semillas son comestibles y oleaginosas y se usan para la extracción doméstica de aceite.

## Taxonomía
Attalea allenii  fue descrita por H.E. Morre ex L.H. Bailey y publicado en Gentes Herbarum; Occasional Papers on the Kinds of Plants 8(2): 191–195, f. 82. 1949.
Etimología
Attalea: nombre genérico que conmemora a Atalo III Filometor, rey de Pérgamo en Asia Menor, 138-133 antes de Cristo, que en el ocaso de su vida se interesó por las plantas medicinales.
allenii: epíteto otorgado en honor del botánico Timothy Field Allen.